# George Vâlsan
George Vâlsan (Bucarest, 21 gennaio 1885 – Eforie, 6 agosto 1935) è stato un geografo rumeno.
Allievo di Albrecht Penck, insegnò all'università di Iaşi dal 1916, all'università di Cluj dal 1919 e all'università di Bucarest dal 1929.
Esperto in geomorfologia e autore del classico La pianura romena (1915), è considerato con Simion Mehedinți uno dei padri della geografia rumena.